# Ilya Zhitomirskiy
Ilya Zhitomirskiy (12 de outubro de 1989 — 12 de novembro de 2011) foi um programador e empresário russo-estadunidense. Ilya foi um dos co-fundadores e um dos co-programadores da rede social Diaspora, bem como do software de código aberto por trás dela.

## Biografia

### Infância, educação e Diaspora
Ilya nasceu em 12 de outubro de 1989 em Moscou, então União Soviética, filho de Alexei e Inna Zhitomirskiy, um casal de matemáticos. Em 2000, a família emigrou para os Estados Unidos, onde Ilya frequentou primeiramente uma escola pública na cidade de Acton, Massachusetts, antes de se mudarem para a Filadélfia, onde ele concluiu o ensino médio em 2007. Ilya seguiu a mesma carreira dos pais e foi estudar matemática aplicada à computação na Universidade de Maryland, mas depois mudou para ciência da computação na Universidade de Nova Iorque.
Foi na Universidade de Nova Iorque que ele conheceu os três colegas — Dan Grippi, Max Salzberg, e Raphael Sofaer — com os quais fundou a rede social Diaspora* (com o asterisco no final do nome) em 2010. O projeto foi concebido após os fundadores assistirem a uma palestra de Eben Moglen, professor da Universidade Columbia e ativista de software livre, sobre a ameaça à privacidade imposta pelos serviços comerciais de internet, em fevereiro 2010. De acordo com Moglen, Ilya era "imensamente talentoso" e "o mais idealista do grupo... ele tinha uma escolha entre concluir a faculdade ou tocar seu projeto, e ele escolheu o projeto porque preferia utilizar seu tempo para construir algo que inspirasse a liberdade".

### Morte
No final da tarde de 12 de novembro de 2011, Ilya foi encontrado morto em sua casa na cidade de São Francisco pela polícia, que atendeu a um chamado sobre uma suspeita de suicídio. O resultado da necrópsia confirmou formalmente o suicídio em abril de 2012. Enquanto a imprensa questionava se a pressão sobre o Diaspora o havia levado ao suicídio, o co-fundador Maxwell Salzberg negou, dizendo que embora houvesse estresse, Ilya tinha seus próprios problemas e estava doente. A mãe de Ilya, Inna, não deu declarações à imprensa sobre o histórico de saúde mental de seu filho, mas culpou de certa forma o Diaspora, dizendo "acredito fortemente que se Ilya não tivesse se envolvido nesse projeto e continuado na universidade, estaria vivo e bem até hoje."
A morte de Ilya repercutiu enormemente no projeto Diaspora, do qual ele era considerado o pilar idealista.